# Esercito di Liberazione del Popolo del Sudan
L'Esercito di Liberazione del Popolo del Sudan (ELPS) è il nome con cui sono note le forze armate della repubblica del Sudan del Sud.
L'esercito di liberazione del popolo del Sudan e la sua ala politica, il Movimento di Liberazione del Popolo del Sudan (MLPS), sono noti congiuntamente come esercito/movimento di liberazione del popolo del Sudan (E/MLPS).

## Storia
Istituito nel 1983 nel Sudan meridionale come movimento di guerriglia, l'E / MLPS è stato uno dei principali attori della seconda guerra civile sudanese. Fondatore del movimento fu il colonnello John Garang, che ne esercitò il comando per tutta la durata del conflitto fino alla sua morte, avvenuta il 30 luglio 2005.
Nel 1989, l'E/MLPS aderì al principale gruppo di opposizione del Sudan, l'Alleanza Nazionale Democratica (AND), che nel gennaio 2005 firmò l'Accordo di pace generale (accordo di Naivasha) con il governo sudanese, che pose fine ad oltre vent'anni di guerra civile. A seguito della firma dell'accordo di pace, E / MPLS aveva rappresentanti nel governo del paese, oltre ad essere la componente principale del governo della regione autonoma del Sud Sudan.
Attuale comandante in capo è il presidente del Sudan del Sud, Salva Kiir Mayardit. Nel 2018, l'ELPS poteva contare su un organico di circa 185,000 uomini, distribuiti in divisioni da 10.000-14.000 uomini, a cui aggiungere un imprecisato numero di effettivi nella nascente componente aerea delle forze armate.